# Anna Orlova
Anna Orlova (ur. 23 sierpnia 1972 w Rydze) – reprezentantka Łotwy w saneczkarstwie. Startuje w tej dyscyplinie od 1990 roku. Największymi sukcesami zawodniczki był srebrny medal na mistrzostwach świata w starcie drużynowym oraz złoto i brąz mistrzostw Europy.

## Osiągnięcia

### Igrzyska olimpijskie
| Rok  | Miejsce        | Jedynki |
| ---- | -------------- | ------- |
| 1992 | Albertville    | 11.     |
| 1994 | Lillehammer    | 9.      |
| 1998 | Nagano         | 13.     |
| 2002 | Salt Lake City | 9.      |
| 2006 | Turyn          | 7.      |
| 2010 | Vancouver      | 13.     |

### Mistrzostwa świata
Orlova dotychczas nie zdobyła medalu na mistrzostwach świata w zjeździe kobiet, ale razem z Mārtiņšem Rubenisem, Zigmārsem Berkoldsem i Sandrisem Bērziņšem zdobyła wicemistrzostwo w starcie drużynowym.

### Puchar Świata

#### Miejsca w klasyfikacji generalnej
| Sezon     | Miejsce |
| --------- | ------- |
| 1999/2000 | 7.      |
| 2002/2003 | 7.      |
| 2003/2004 | 6.      |
| 2004/2005 | 13.     |
| 2005/2006 | 13.     |
| 2006/2007 | 18.     |
| 2007/2008 | 9.      |
| 2008/2009 | 10.     |
| 2009/2010 | 23.     |

#### Miejsca na podium
Orlova pięć razy stawała na podium Pucharu Świata. Najwięcej, bo cztery razy w Siguldzie. W czołowej trójce była również w Lillehammer.
| Nr | Dzień        | Rok  | Miejscowość | 1. Zjazd | Wynik 1. | 2. Zjazd | Wynik 2. | Strata   | Loc. | Zwyciężczyni    | Przypisy |
| -- | ------------ | ---- | ----------- | -------- | -------- | -------- | -------- | -------- | ---- | --------------- | -------- |
| 1. | 20 listopada | 1999 | Sigulda     | 43,477 s | 4.       | 43,763 s | 3.       | +0,932 s | 3.   | Sylke Otto      | –        |
| 2. | 19 stycznia  | 2002 | Sigulda     | 43,516 s | 3.       | 43,573 s | 2.       | +0,652 s | 2.   | Sylke Kraushaar | –        |
| 3. | 18 stycznia  | 2003 | Lillehammer | 48,722 s | 5.       | 48,372 s | 2.       | +0,698 s | 3.   | Sylke Otto      | –        |
| 4. | 19 marca     | 2004 | Sigulda     | 43,682 s | 1.       | 43,628 s | 2.       | +0,062 s | 2.   | Sylke Kraushaar | –        |
| 5. | 16 lutego    | 2008 | Sigulda     | 42,968 s | 3.       | 43,004 s | 1.       | +0,029 s | 2.   | Tatjana Hüfner  | –        |